# Enallagma semicirculare
Enallagma semicirculare är en trollsländeart som först beskrevs av Selys 1876.  Enallagma semicirculare ingår i släktet Enallagma och familjen dammflicksländor. Inga underarter finns listade i Catalogue of Life.